# Wouldn't It Be Nice
〈Wouldn't It Be Nice〉는 미국의 록 밴드 비치 보이스의 브라이언 윌슨, 토니 애셔, 마이크 러브가 쓴 곡이다. 이 곡은 1966년 음반 《Pet Sounds》의 첫 곡으로 발매되었다. 이 곡은 음반이 발매된 지 두 달 만에 싱글곡으로 발매되었고 〈God Only Knows〉는 B 사이드로 발매되었다. 다른 나라에서는 〈Wouldn't It Be Nice〉가 싱글의 B 사이드로 뒤집혔다. 이 노래의 가사는 너무 어려서 결혼을 할 수 없는 것에 대해 한탄하는 사랑에 빠진 커플을 묘사하며, 그들이 어른이라면 얼마나 좋을지 상상한다.